# Ophiomyia papuana
Ophiomyia papuana är en tvåvingeart som beskrevs av Spencer 1977. Ophiomyia papuana ingår i släktet Ophiomyia och familjen minerarflugor. Inga underarter finns listade i Catalogue of Life.